# Krzyżanowice
Krzyżanowice [kʃɨʒanɔ'vʲiʦɛ] (deutsch Kreuzenort) ist ein Dorf in der Landgemeinde Krzyżanowice im Powiat Raciborski der Woiwodschaft Schlesien in Polen. Es liegt an der Landesstraße DK45 unweit der Landesgrenze zu Tschechien.

## Geografie

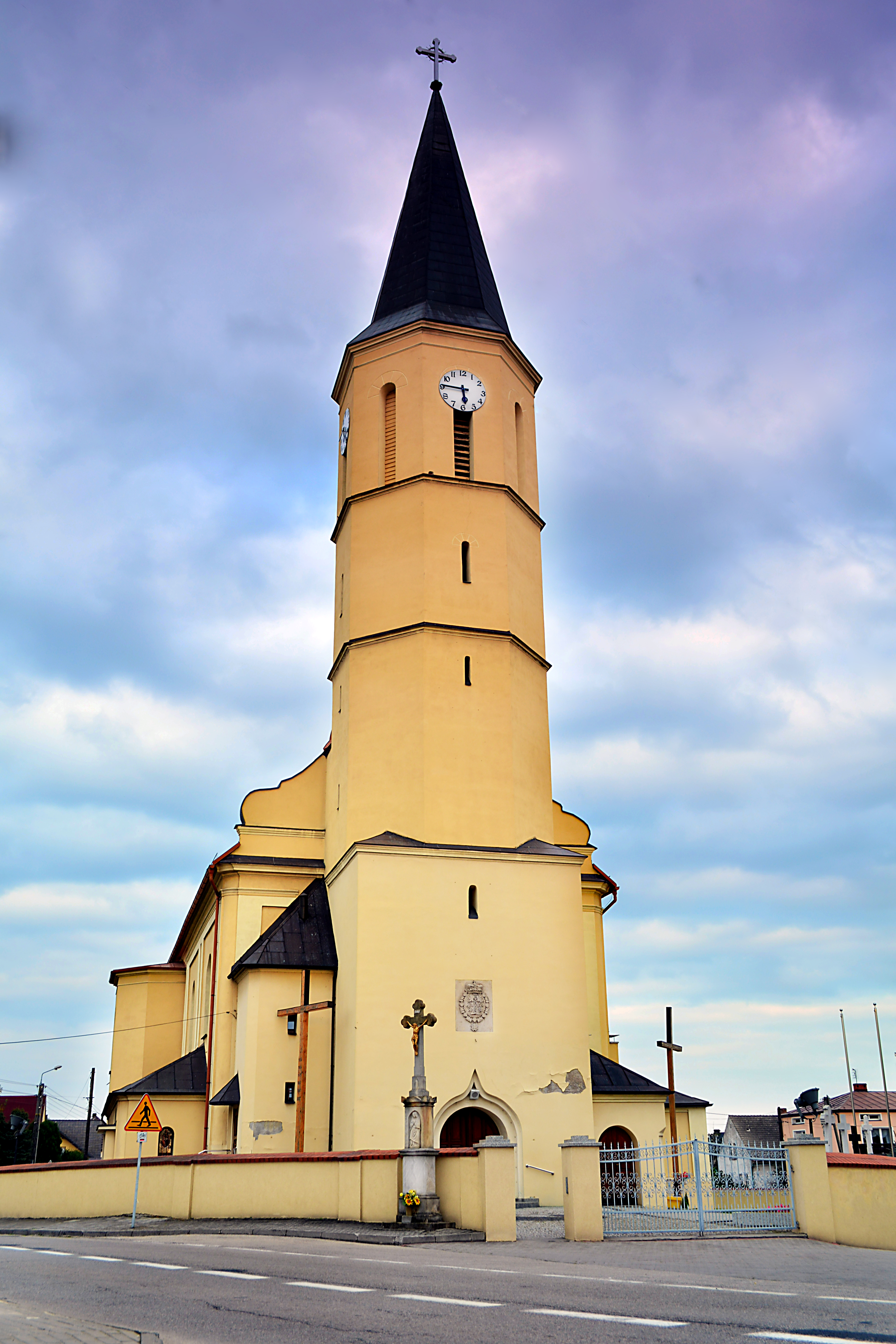
Die Annakirche

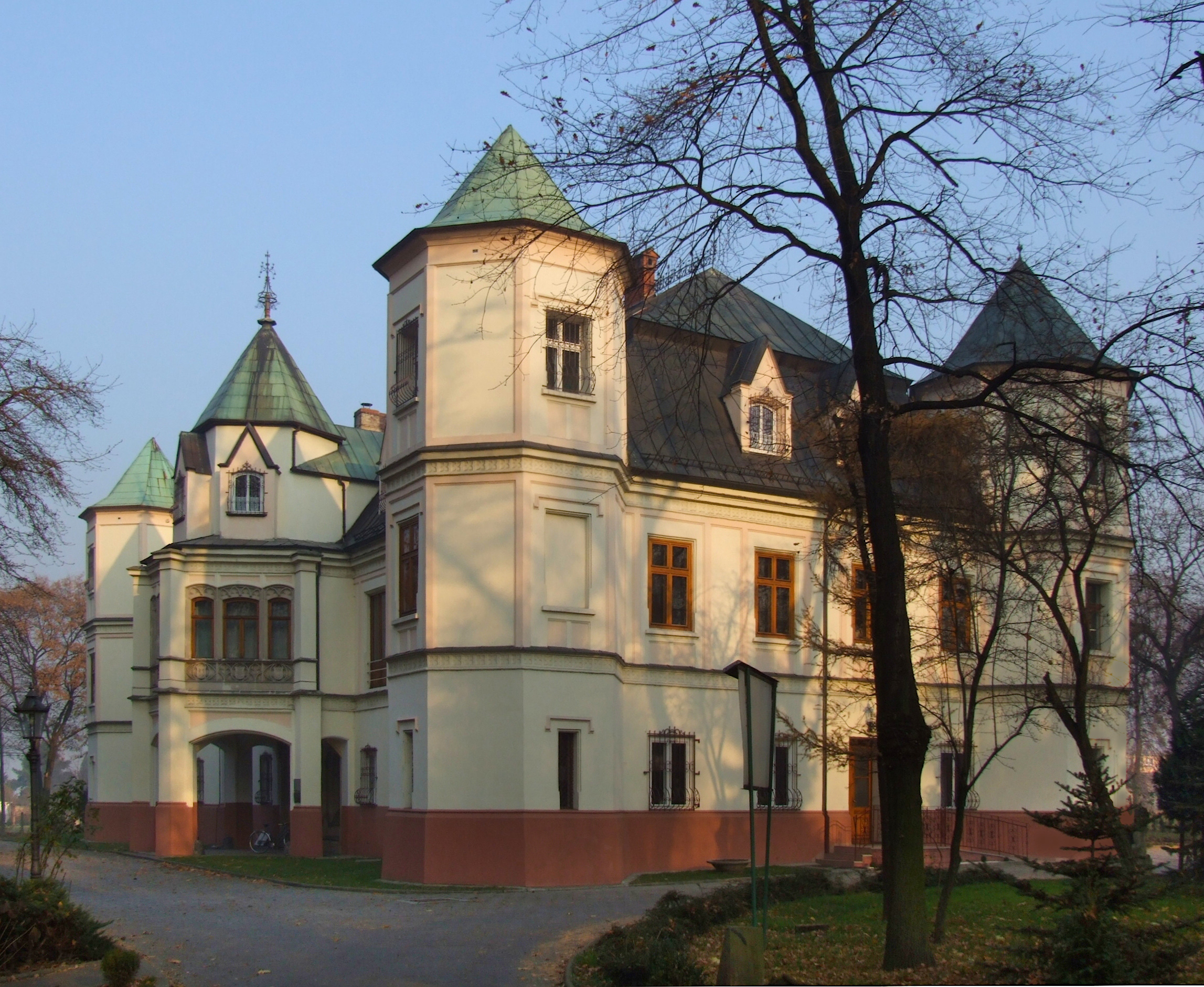
Schloss Kreuzenort

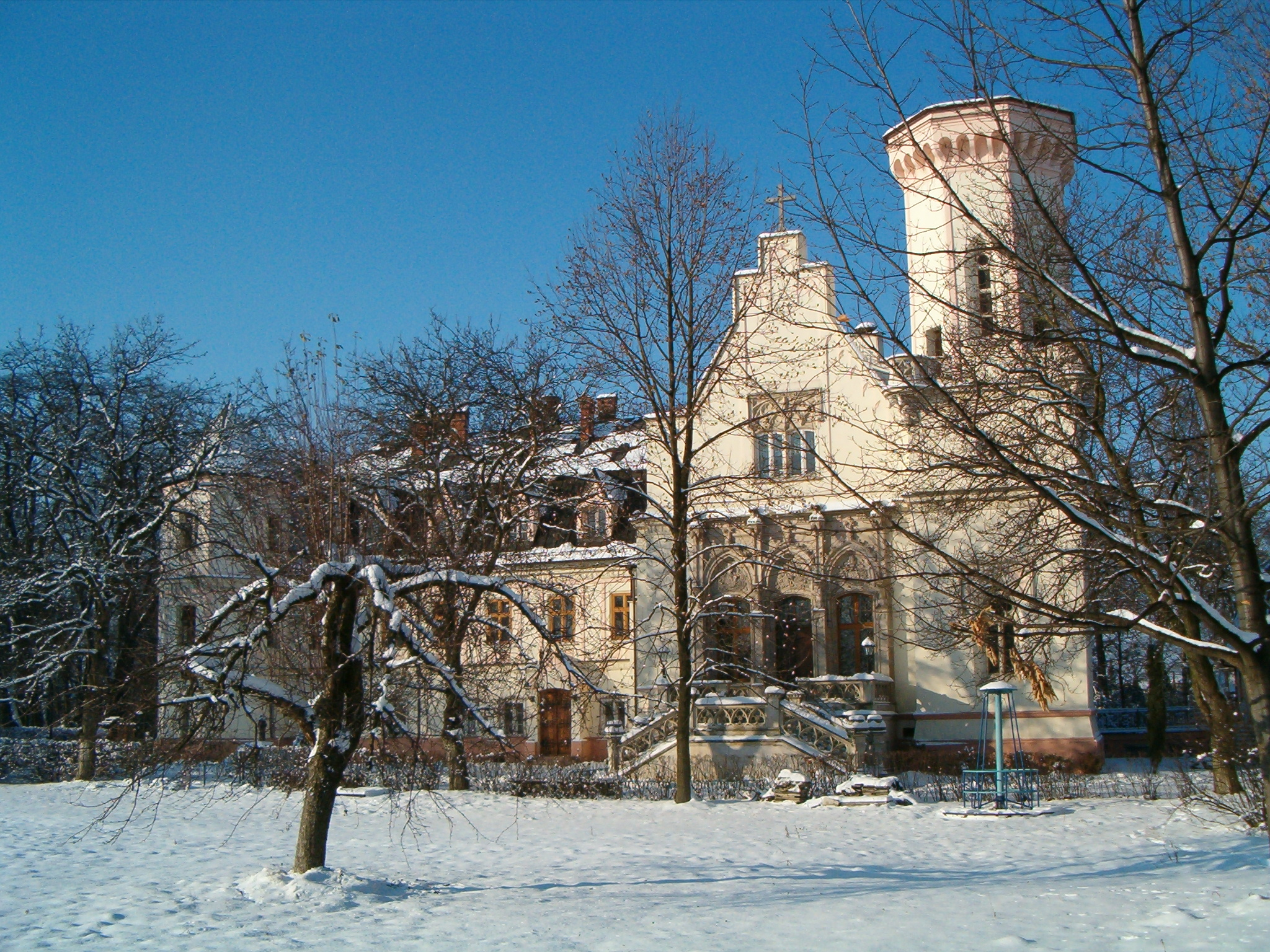
Schloss

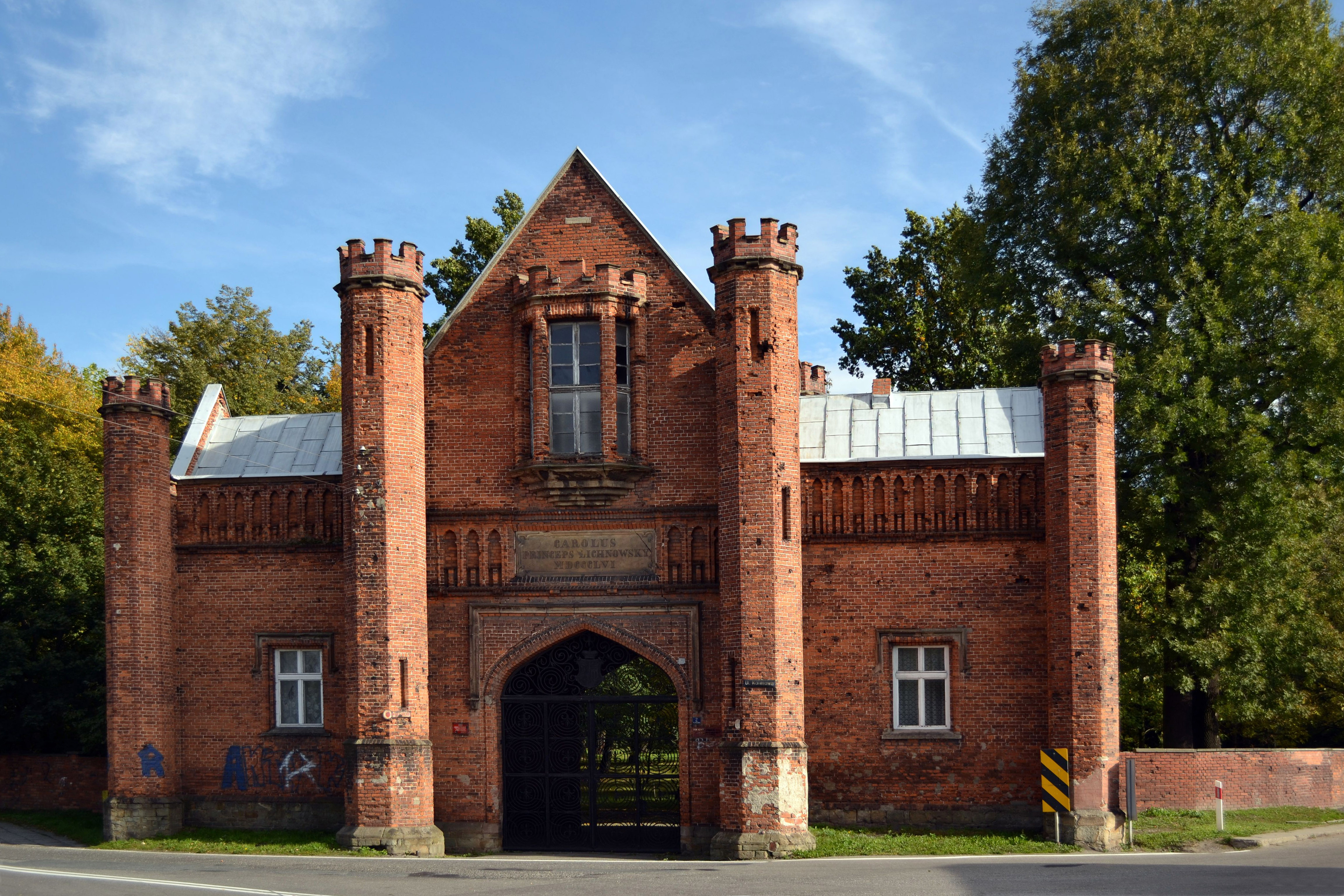
Torhaus der Schlossanlage

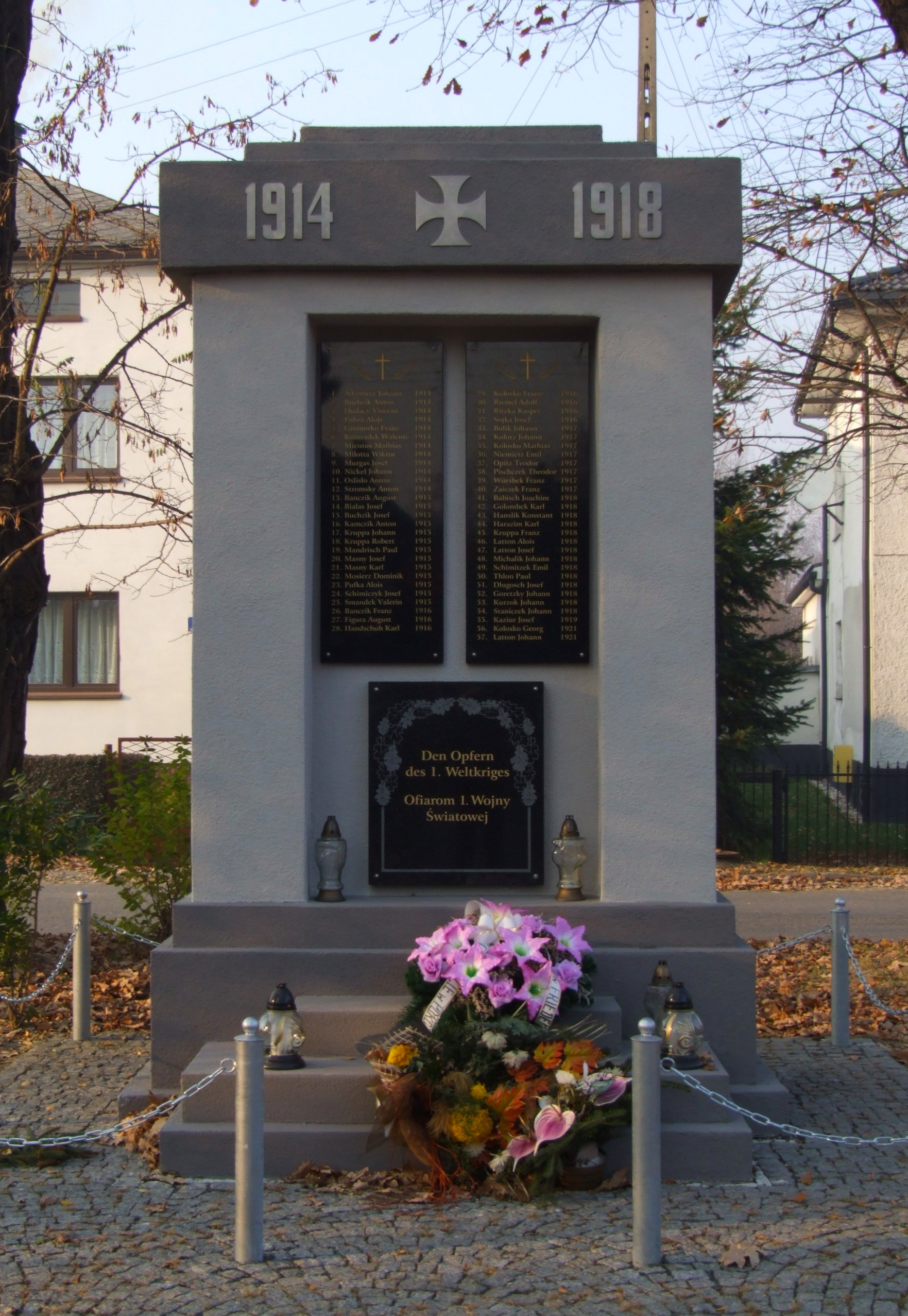
Gefallenendenkmal

Krzyżanowice liegt zehn Kilometer südlich von Racibórz (Ratibor) und 60 Kilometer südwestlich von Katowice (Kattowitz).

## Geschichte
Der Ort entstand spätestens im 13. Jahrhundert. 1285 wurde er in einem Dokument des Erzbischofs von Gnesen Jakob erstmals urkundlich als „Crisanouiz“ erwähnt.
Auf einer Karte des Herzogtums Teschen aus dem Jahr 1736 von Johann-Wolfgang Wieland war der Ort als Krzizanowitz eingetragen. Der Ort wurde 1784 im Buch Beytrage zur Beschreibung von Schlesien als Krzizanowi(t)z erwähnt, gehörte dem Fürsten Karl Lichnowsky, dem Mäzen von Mozart und Beethoven und lag im Fürstentum Ratibor. Damals hatte er 296 Einwohner, zwei herrschaftliche Vorwerke, eine katholische Kirche und Schule, 17 Bauern und 52 Gärtner. Unter den Einwohnern waren viel Handwerker. 1865 bestand Krzizanowitz aus einem Dominium und einer Gemeinde. Zum Gut gehörte das Vorwerk Lichtenberg, ein 1863 neu gegründetes Vorwerk, das Forsthaus Matzkowetz und eine Ziegelei. Der Ort hatte zu diesem Zeitpunkt 16 Bauernhöfe, einen Halbbauern, 44 Gärtner und 37 Häuslerstellen, sowie eine Windmühle und eine zweiklassige Schule mit 196 Schülern. Am 8. April 1874 wurde der Ortsname in Kreuzenort geändert.
Bei der Volksabstimmung in Oberschlesien am 20. März 1921 stimmten vor Ort 557 Wahlberechtigte für einen Verbleib Oberschlesiens bei Deutschland und 350 für eine Zugehörigkeit zu Polen. Auf dem Gut stimmten 49 für Deutschland und 45 für Polen. Kreuzenort verblieb nach der Teilung Oberschlesiens beim Deutschen Reich. 1932 wurde bei Bauarbeiten ein Urnenfeld aus der Bronzezeit entdeckt. Daraufhin fanden in den folgenden Jahren mehrere archäologische Ausgrabungen statt. Bis 1945 befand sich der Ort im Landkreis Ratibor.
1945 kam der bis dahin deutsche Ort unter polnische Verwaltung und wurde anschließend der Woiwodschaft Schlesien angeschlossen und ins polnische Krzyżanowice umbenannt. 1950 kam der Ort zur Woiwodschaft Oppeln. Seit 1973 ist der Ort Sitz der Gemeinde. 1975 kam der Ort zur Woiwodschaft Kattowitz. 1999 kam der Ort zum wiedergegründeten Powiat Raciborski und zur Woiwodschaft Schlesien. Seit 2018 besteht eine Partnerschaft zur österreichischen Gemeinde Aschach an der Donau.

## Bauwerke und Denkmale
- Die römisch-katholische Annakirche, erbaut von 1791 bis 1793 im spätbarocken Stil. Ersetzte hölzernen Vorgängerbau, bei Beibehaltung des Kirchturms im Stil der Gotik und Renaissance. Hauptaltar mit Bildnis der heiligen Anna von Hieronymus Richter.[9][10]
- Neogotisches Schloss der Familie Lichnowsky mit weißer verputzter Fassade und Parkanlage. Hier waren auch Franz Liszt und Ludwig van Beethoven zu Besuch.
- Schlosskapelle
- Neogotisches Torgebäude des Schlosses im Tudorstil aus dem Jahr 1856 mit roter Ziegelfassade
- Pfarrhaus aus der Zeit von 1820 bis 1826 im klassizistischen Stil.
- Barocke Skulptur des heiligen Johannes von Nepomuk auf einem Bildstock mit einer Figur
- Bildstock mit Figur des heiligen Johannes von Nepomuk
- Wegkapelle
- Denkmal für die Gefallenen und Opfer des Ersten Weltkriegs mit erneuerten Tafeln
- Gedenktafeln für Franz Liszt und Ludwig van Beethoven
- Lisztdenkmal in Form eines Gedenksteins
- Öffentlich ausgestellter historischer Feuerwehrwagen
- Diverse Wegkreuze

## Söhne und Töchter des Dorfes
- Paul Baumm (1860–1936), deutscher Arzt
- Karl Max von Lichnowsky (1860–1928), deutscher Diplomat und Botschafter
- Wolfgang Geisler (1935–2008), Grafikdesigner, Typograf, Schriftsetzer und Lehrer

## Vereine
Im Ort gibt es eine DFK-Ortsgruppe der Deutschen Minderheit.